# Francesco Bardi
Francesco Bardi (* 18. Januar 1992 in Livorno) ist ein italienischer Fußballspieler. Der Torwart steht zurzeit bei Palermo unter Vertrag.

## Karriere

### Im Verein
Bardi begann seine Karriere in der Nachwuchsabteilung der AS Livorno, bevor er im Jahr 2011 in die Primavera-Mannschaft von Inter Mailand wechselte. Mit dieser gewann er ein paar Monate später das prestigeträchtige Torneo di Viareggio und wurde außerdem zum besten Torwart des Turniers gewählt.
Zur Saison 2011/12 wechselte Bardi auf Leihbasis zurück zum AS Livorno, wo er in 34 von 42 Serie-B-Spielen eingesetzt wurde. Außerdem lief er zum ersten Mal in der Coppa Italia auf. Im Juni 2012 erwarb Inter die vollen Transferrechte an Bardi, die bis dahin sowohl von den Mailändern als auch von Livorno gehalten wurden. Kurz darauf wurde der Torwart für die Saison 2012/13 an Novara Calcio ausgeliehen. Novara erreichte mit Bardi als Stammtorhüter den fünften Tabellenplatz, scheiterte im Aufstiegs-Play-offs allerdings am FC Empoli. Im Juli 2013 verlängerte Bardi seinen Vertrag bei Inter bis zum 30. Juni 2017, wurde aber gleichzeitig an seinen Jugendverein Livorno ausgeliehen, der zuvor den Aufstieg in die Serie A fixiert hatte.

### In der Nationalmannschaft
Francesco Bardi lief für diverse Nachwuchs-Nationalmannschaften Italiens auf. 2009 nahm er als Ersatztorhüter sowohl an der U-17-Europameisterschaft als auch an der U-17-Weltmeisterschaft teil. Sein Debüt für die U-21-Auswahl seines Landes gab er am 24. März 2011 gegen die Schweden. Bei der U-21-Europameisterschaft 2013 in Israel erreichte er mit seinem Team den zweiten Platz, nachdem man sich im Finale Spanien mit 2:4 geschlagen geben musste. Bardi wurde nach dem Turnier in das 23 Spieler umfassende All-Star-Auswahl gewählt.

## Erfolge und Auszeichnungen
- U-21-Vize-Europameister: 2013
- Aufnahme in das Allstar-Team der U-21-Europameisterschaft 2013